# Aucula nakia
Aucula nakia là một loài bướm đêm trong họ Noctuidae.